# Кубок конфедерацій 2013
Кубок Конфедерацій 2013 (англ. 2013 FIFA Confederations Cup) — дев'ятий Кубок конфедерацій, який пройшов з 15 по 30 червня 2013 року в Бразилії.
В ньому взяли участь чемпіони всіх конфедерацій (АФК, КАФ, КОНКАКАФ, КОНМЕБОЛ, ОФК і УЄФА) а також чемпіон світу 2010 та господар чемпіонату світу 2014 — Бразилія.

## Учасники

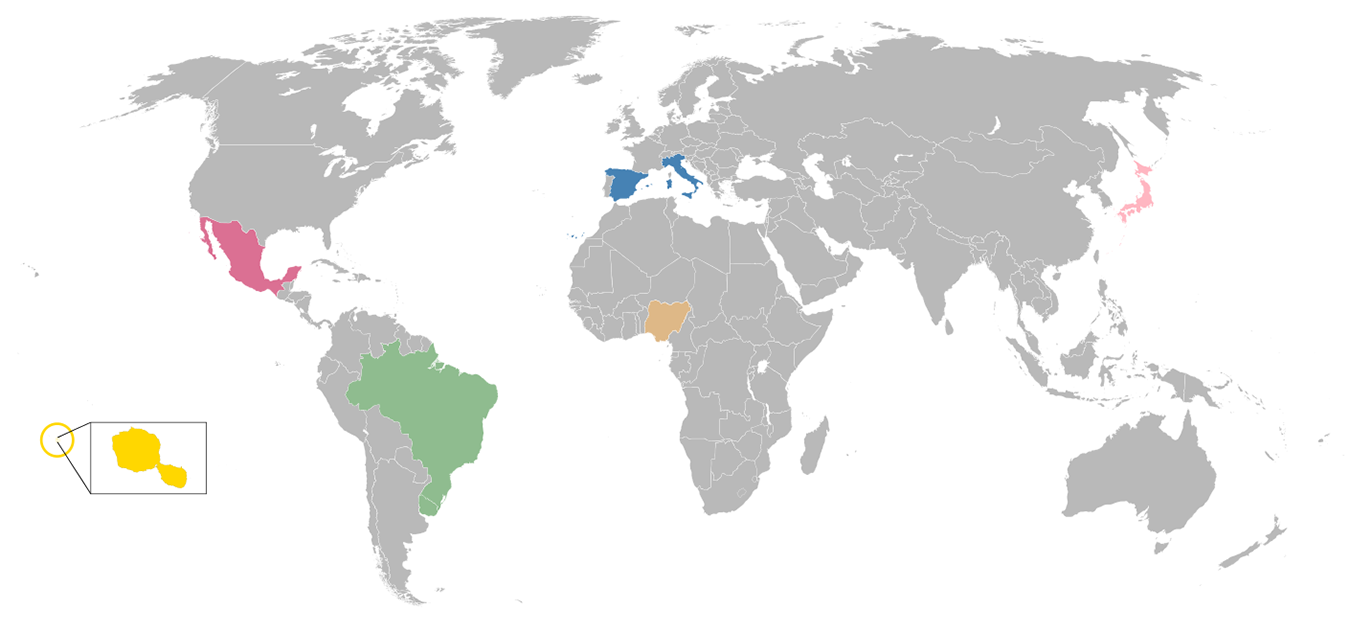
Учасники Кубку конфедерацій 2013

| Збірна   | Конфедерація | Кваліфікована як                | Дата кваліфікації | Потраплянь |
| -------- | ------------ | ------------------------------- | ----------------- | ---------- |
| Бразилія | КОНМЕБОЛ     | Господар ЧС-2014                | 30 жовтня 2007    | 7          |
| Іспанія  | УЄФА         | Переможець ЧС-2010              | 11 липня 2010     | 2          |
| Японія   | АФК          | Переможець Кубка Азії 2011      | 29 січня 2011     | 5          |
| Мексика  | КОНКАКАФ     | Переможець Золотого кубка 2011  | 25 червня 2011    | 6          |
| Уругвай  | КОНМЕБОЛ     | Переможець Копа Америка 2011    | 24 липня 2011     | 2          |
| Таїті    | ОФК          | Переможець Кубка націй ОФК 2012 | 12 червня 2012    | 1          |
| Італія   | УЄФА         | Фіналіст Чемпіонату Європи 2012 | 1 липня 2012      | 2          |
| Нігерія  | КАФ          | Переможець КАН-2013             | 10 лютого 2013    | 2          |

## Стадіони
| Белу-Оризонті                           | Белу-Оризонті Бразиліа Форталеза Ресіфі Ріо-де-Жанейро Салвадор | Ресіфі                              |
| --------------------------------------- | --------------------------------------------------------------- | ----------------------------------- |
| «Мінейран» Глядачів: 62,547             | Белу-Оризонті Бразиліа Форталеза Ресіфі Ріо-де-Жанейро Салвадор | «Арена Пернамбуку» Глядачів: 44,248 |
| Бразиліа                                | Белу-Оризонті Бразиліа Форталеза Ресіфі Ріо-де-Жанейро Салвадор | Ріо-де-Жанейро                      |
| «Національний стадіон» Глядачів: 70,064 | Белу-Оризонті Бразиліа Форталеза Ресіфі Ріо-де-Жанейро Салвадор | «Маракана» Глядачів: 76,804         |
| Форталеза                               | Белу-Оризонті Бразиліа Форталеза Ресіфі Ріо-де-Жанейро Салвадор | Салвадор                            |
| «Кастелан» Глядачів: 64,846             | Белу-Оризонті Бразиліа Форталеза Ресіфі Ріо-де-Жанейро Салвадор | «Фонте-Нова» Глядачів: 48,747       |

## Арбітри
| Конфедерація | Арбітр          | Помічники                               |
| ------------ | --------------- | --------------------------------------- |
| АФК          | Равшан Ірматов  | Абдулхамідулло Расулов Бахадир Кочкаров |
| АФК          | Юїті Нісімура   | Тору Сагара Тосіюкі Нагі                |
| КАФ          | Джамель Хаймуді | Редуан Ашик Абдельхак Ечіалі            |
| КОНКАКАФ     | Хоель Агілар    | Вілліам Торрес Хуан Сумба               |
| КОНМЕБОЛ     | Дієго Абаль     | Ернан Майдана Хуан Белатті              |
| КОНМЕБОЛ     | Енріке Оссес    | Франсіско Мондрія Карлос Астроса        |
| УЄФА         | Фелікс Брих     | Марк Борш Штефан Лупп                   |
| УЄФА         | Педру Проенса   | Бертіну Міранда Тіагу Трігу             |
| УЄФА         | Бйорн Кейперс   | Сандер ван Рукел Ервін Зейнстра         |
| УЄФА         | Говард Вебб     | Майкл Малларкі Даррен Кенн              |

## Склади
Команди складаються з 23 осіб. Заявки мають бути подані до ФІФА до 7 червня 2013 року.

## Груповий етап
Офіційний розклад був представлений 30 травня 2012 року в Ріо-де-Жанейро.
Переможці груп і команди, що зайняли другі місця, виходять до півфіналів. Місце команд у групах визначається за такими критеріями:
1. більша кількість очок, зароблених в матчах групового етапу;
2. різниця м'ячів у всіх групових матчах;
3. більша кількість забитих голів у всіх групових матчах;

Якщо дві або більше команд рівні за перерахованими вище трьома критеріями, то їх положення визначається за такими критеріями:
1. більша кількість очок, зароблених у матчах між цими командами;
2. різниця м'ячів у матчах між цими командами;
3. більша кількість м'ячів, забитих в матчах між цими командами;
4. жеребкування, проведене Організаційним комітетом ФІФА.

Усі матчі за часовим поясом UTC−3

### Група A
| Команда  | І | В | Н | П | ЗМ | ПМ | РМ | О |
| -------- | - | - | - | - | -- | -- | -- | - |
| Бразилія | 3 | 3 | 0 | 0 | 9  | 2  | +7 | 9 |
| Італія   | 3 | 2 | 0 | 1 | 8  | 8  | 0  | 6 |
| Мексика  | 3 | 1 | 0 | 2 | 3  | 5  | −2 | 3 |
| Японія   | 3 | 0 | 0 | 3 | 4  | 9  | −5 | 0 |

| 15 червня 2013 16:00 |

| Бразилія                        | 3 − 0           | Японія |
| ------------------------------- | --------------- | ------ |
| Неймар 3' Пауліньо 48' Жо 90+3' | Протокол(англ.) |        |

| Ештадіу Насьонал, Бразиліа Глядачів: 67 423 Арбітр: Педру Проенса |

| 16 червня 2013 16:00 |

| Мексика                | 1 − 2           | Італія                  |
| ---------------------- | --------------- | ----------------------- |
| Х. Ернандес 34' (пен.) | Протокол(англ.) | Пірло 27' Балотеллі 78' |

| Маракана, Ріо-де-Жанейро Глядачів: 73 123 Арбітр: Енріке Оссес |

| 19 червня 2013 16:00 |

| Бразилія           | 2 − 0           | Мексика |
| ------------------ | --------------- | ------- |
| Неймар 9' Жо 90+3' | Протокол(англ.) |         |

| Кастелан, Форталеза Глядачів: 50 791 Арбітр: Говард Вебб |

| 19 червня 2013 19:00 |

| Італія                                                   | 4 − 3           | Японія                                   |
| -------------------------------------------------------- | --------------- | ---------------------------------------- |
| Де Россі 9' Утіда 50' (аг) Балотеллі 52' (пен.) Джовінко | Протокол(англ.) | Хонда 21' (пен.) Каґава 33' Окадзакі 69' |

| Арена Пернамбуко, Ресіфі Глядачів: 40 489 Арбітр: Дієго Абаль |

| 22 червня 2013 16:00 |

| Італія                      | 2 − 4           | Бразилія                             |
| --------------------------- | --------------- | ------------------------------------ |
| Джаккеріні 51' К'єлліні 71' | Протокол(англ.) | Данте 45+1' Неймар 55' Фред 66', 89' |

| Фонте-Нова, Салвадор Глядачів: 48 874 Арбітр: Равшан Ірматов (Узбекистан) |

| 22 червня 2013 16:00 |

| Японія      | 1 − 2           | Мексика           |
| ----------- | --------------- | ----------------- |
| Оказакі 87' | Протокол(англ.) | Ернандес 55', 67' |

| Мінейран, Белу-Оризонті Глядачів: 52 690 Арбітр: Фелікс Брих (Німеччина) |

### Група B
| Команда | І | В | Н | П | ЗМ | ПМ | РМ  | О |
| ------- | - | - | - | - | -- | -- | --- | - |
| Іспанія | 3 | 3 | 0 | 0 | 15 | 1  | +14 | 9 |
| Уругвай | 3 | 2 | 0 | 1 | 11 | 3  | +8  | 6 |
| Нігерія | 3 | 1 | 0 | 2 | 7  | 6  | +1  | 3 |
| Таїті   | 3 | 0 | 0 | 3 | 1  | 24 | −23 | 0 |

| 16 червня 2013 19:00 |

| Іспанія                | 2 − 1           | Уругвай    |
| ---------------------- | --------------- | ---------- |
| Педро 20' Сольдадо 32' | Протокол(англ.) | Суарес 88' |

| Арена Пернамбуко, Ресіфі Глядачів: 41 705 Арбітр: Нісімура Юїті (Японія) |

| 17 червня 2013 16:00 |

| Таїті       | 1 − 6           | Нігерія                                                              |
| ----------- | --------------- | -------------------------------------------------------------------- |
| Дж. Тео 54' | Протокол(англ.) | Валлар 5' (аг) Одуамаді 10', 26', 76' Дж. Тео 69' (аг) Ечіеджіле 80' |

| Мінейран, Белу-Оризонті Глядачів: 20 187 Арбітр: Хоель Агілар (Сальвадор) |

| 20 червня 2013 16:00 |

| Іспанія                                                               | 10 − 0          | Таїті |
| --------------------------------------------------------------------- | --------------- | ----- |
| Торрес 5', 33', 57', 78' Сільва 31', 89' Вілья 39', 49', 64' Мата 66' | Протокол(англ.) |       |

| Маракана, Ріо-де-Жанейро Глядачів: 71 806 Арбітр: Джамель Хаймуді (Алжир) |

| 20 червня 2013 19:00 |

| Нігерія   | 1 − 2           | Уругвай               |
| --------- | --------------- | --------------------- |
| Мікел 37' | Протокол(англ.) | Лугано 19' Форлан 51' |

| Фонте-Нова, Салвадор Глядачів: 26 769 Арбітр: Бйорн Кейперс (Нідерланди) |

| 23 червня 2013 16:00 |

| Нігерія | 0 – 3           | Іспанія                  |
| ------- | --------------- | ------------------------ |
|         | Протокол(англ.) | Альба 3', 88' Торрес 62' |

| Кастелан, Форталеза Арбітр: Хоель Агілар (Сальвадор) |

| 23 червня 2013 16:00 |

| Уругвай                                                                   | 8 – 0           | Таїті |
| ------------------------------------------------------------------------- | --------------- | ----- |
| Ернандес 2', 24', 45+1', 67' (пен.) Перес 27' Лодейро 61' Суарес 82', 90' | Протокол(англ.) |       |

| Арена Пернамбуко, Ресіфі Арбітр: Педру Проенса (Португалія) |

## Плей-оф
|  | Півфінали                 | Півфінали             |   |                      | Фінал                      | Фінал |  |
|  |                           |                       |   |                      |                            |       |  |
|  | 26 червня – Белу-Оризонті |                       |   |                      |                            |       |  |
|  | Бразилія                  | 2                     |   |                      |                            |       |  |
|  | Уругвай                   | 1                     |   |                      |                            |       |  |
|  |                           |                       |   |                      |                            |       |  |
|  |                           |                       |   |                      | 30 червня – Ріо-де-Жанейро |       |  |
|  |                           |                       |   |                      | Бразилія                   | 3     |  |
|  |                           | Іспанія               | 0 |                      |                            |       |  |
|  |                           |                       |   |                      |                            |       |  |
|  |                           |                       |   |                      |                            |       |  |
|  |                           |                       |   |                      | Матч за третє місце        |       |  |
|  | 27 червня – Форталеза     | 27 червня – Форталеза |   | 30 червня – Салвадор | 30 червня – Салвадор       |       |  |
|  | Іспанія                   | 0 (7)                 |   | Уругвай              | 2 (2)                      |       |  |
|  | Італія                    | 0 (6)                 |   |                      | Італія                     | 2 (3) |  |

### Півфінали
| 26 червня 2013 16:00 |

| Бразилія              | 2 − 1           | Уругвай    |
| --------------------- | --------------- | ---------- |
| Фред 41' Паулінью 86' | Протокол(англ.) | Кавані 48' |

| Мінейран, Белу-Оризонті Глядачів: 57 483 Арбітр: Енріке Оссес (Чилі) |

| 27 червня 2013 16:00 |

| Іспанія | 0 − 0 (д.ч.)    | Італія |
| ------- | --------------- | ------ |
|         | Протокол(англ.) |        |

| Кастелан, Форталеза Глядачів: 56 083 Арбітр: Говард Вебб (Англія) |

|                                                        |       | Пенальті                                                                |  |
| Хаві · Іньєста · Піке · Рамос · Мата · Бускетс · Навас | 7 – 6 | Кандрева · Аквілані · Де Россі · Джовінко · Пірло · Монтоліво · Бонуччі |  |

### Матч за 3-тє місце
| 30 червня 2013 13:00 |

| Уругвай | 2 − 2 (д.ч.) | Італія |
| ------- | ------------ | ------ |
|         |              |        |

| Фонте-Нова, Салвадор Глядачів: 43 382 Арбітр: Джамель Хаймуді (Алжир) |

|                                              |       | Пенальті                                        |  |
| Форлан · Кавані · Суарес · Касерес · Гаргано | 2 – 3 | Аквілані · Ель Шаараві · Де Шильйо · Джаккеріні |  |

### Фінал
| 30 червня 2013 19:00 |

| Бразилія                | 3 − 0 | Іспанія |
| ----------------------- | ----- | ------- |
| Фред 2', 47' Неймар 44' |       |         |

| Маракана, Ріо-де-Жанейро Глядачів: 73 531 Арбітр: Бйорн Кейперс (Нідерланди) |

## Бомбардири
Фернандо Торрес отримав Золоту бутсу, оскільки мав менше ігрового часу, ніж Фред за однакової кількості голів та точних передач.
5 голів
- Фред
- Фернандо Торрес

4 голи
- Неймар
- Абель Ернандес

3 голи
| - Давід Вілья - Хав'єр Ернандес | - Ннамді Одуамаді - Едінсон Кавані | - Луїс Суарес |

2 голи
| - Жо - Паулінью | - Маріо Балотеллі - Сіндзі Окадзакі | - Жорді Альба - Давід Сільва |

1 гол
| - Данте - Давід Асторі - Джорджо К'єлліні - Даніеле Де Россі - Алессандро Діаманті - Емануеле Джаккеріні - Себастьян Джовінко | - Андреа Пірло - Хонда Кейсуке - Сіндзі Кагава - Ува Елдерсон Ечіеджіле - Джон Обі Мікел - Хуан Мата - Педро Родрігес | - Роберто Сольдадо - Джонатан Тео - Дієго Форлан - Ніколас Лодейро - Дієго Лугано - Дієго Перес |

Автоголи
| - Утіда Ацуто (проти Італії) | - Джонатан Тео (проти Нігерії) | - Ніколя Валлар (проти Нігерії) |

## Нагороди
Нагородження відбулось після фінального матчу
| Трофей Фейр-плей | Золотий м'яч | Золотий бутс    | Золоті рукавички |
| ---------------- | ------------ | --------------- | ---------------- |
| Іспанія          | Неймар       | Фернандо Торрес | Жуліо Сезар      |

| Срібний м'яч   | Срібний бутс   |
| -------------- | -------------- |
| Андрес Іньєста | Фред           |
| Бронзовий м'яч | Бронзовий бутс |
| Паулінью       | Неймар         |

## Призові
Національні збірні, які брали участь у змаганні отримали призові гроші від ФІФА. Сума призових залежала від місця, яке зайняла команда.
| Стадія турніру      | Позиція команди           | Призові (в доларах США) |
| ------------------- | ------------------------- | ----------------------- |
| Фінал               | Переможець                | 4.1 мільйони $          |
| Фінал               | Фіналіст                  | 3.6 мільйонів $         |
| Матч за третє місце | Третє місце               | 3 мільйони $            |
| Матч за третє місце | Четверте місце            | 2.5 мільйони $          |
| Групова стадія      | З п'ятого по восьме місця | 1.7 мільйона $          |